# Myrmecozela
Myrmecozela is een geslacht van vlinders van de familie echte motten (Tineidae).

## Soorten
- M. armeniaca Zagulajev, 1971
- M. asariella Zagulajev, 1972
- M. ataxella (Chretien, 1905)
- M. carabachica Zagulajev, 1968
- M. caustocoma Meyrick, 1928
- M. climacodes (Meyrick, 1925)
- M. corticina Fletcher, 1920
- M. corymbota Meyrick, 1919
- M. cuencella (Caradja, 1920)
- M. curtella Tengström, 1869
- M. deserticola Walsingham, 1907
- M. diacona Walsingham, 1907
- M. dzhungarica Zagulajev, 1971
- M. erecta Braun, 1923
- M. gajndzhiella Zagulajev, 1968
- M. glebifera (Meyrick, 1911)
- M. heptapotamica Zagulajev, 1971
- M. hispanella Zagulajev, 1971
- M. hyrcanella Zagulajev, 1968
- M. imeretica Zagulajev, 1972
- M. isopsamma Meyrick, 1920
- M. kasachstanica Zagulajev, 1972
- M. lambesella Rebel, 1901
- M. latibularis Meyrick, 1916
- M. leontina (Meyrick, 1911)
- M. lutosella (Eversmann, 1844)
- M. metrophora (Meyrick, 1911)
- M. mongolica Petersen, 1965
- M. ochraceella (Tengstrom, 1848)
- M. ordubasis Zagulajev, 1968
- M. parnassiella (Rebel, 1915)
- M. paurosperma Meyrick, 1926
- M. pogonopis Meyrick, 1926
- M. poliodes (Meyrick, 1909)
- M. pontica Zagulajev, 1971
- M. rjabovi Zagulajev, 1968
- M. samurensis Zagulajev, 1997
- M. saule Zagulajev, 1972
- M. scleropis Zagulajev, 1914
- M. sordidella Zagulajev, 1975
- M. stepicola Zagulajev, 1972
- M. taurella Zagulajev, 1971
- M. tineoides (Walsingham, 1886)
- M. vernacula (Meyrick, 1911)